# 永業大樓
永業大樓，舊稱楊氏公寓，是上海市的一座歷史建築，位於淮海中路481號。這座建築舊名楊氏公寓，修建於1932年，樓高6層，總樓面面積10,391平方米，佔地面積3,266平方米。建築的設計者是馬海洋行，修建者是余洪記营造廠，內共有106戶住宅。永業大樓被列入上海市第二批優秀歷史建築名單。